# Puchar Świata w short tracku 2017/2018
Puchar Świata w short tracku 2017/2018 była to 21. edycja zawodów w tej dyscyplinie. Zawodnicy podczas tego sezonu wystąpili w czterech zawodach tego cyklu rozgrywek. Rywalizacja rozpoczęła się w Budapeszcie 28 września 2017 roku, a zakończyła się w Seulu 19 listopada tegoż samego roku.

## Kalendarz Pucharu Świata

### Mężczyźni
| Lp.                                    | Miejscowość | Data       | Konkurencja      | 1 miejsce                                                                              | 2 miejsce                                                                   | 3 miejsce                                                                              |
| -------------------------------------- | ----------- | ---------- | ---------------- | -------------------------------------------------------------------------------------- | --------------------------------------------------------------------------- | -------------------------------------------------------------------------------------- |
| 1. PŚ                                  | Budapeszt   | 30.09.2017 | 1500 m           | Lim Hyo-jun                                                                            | Hwang Dae-heon                                                              | Sjinkie Knegt                                                                          |
| 1. PŚ                                  | Budapeszt   | 30.09.2017 | 500 m            | Shaolin Sándor Liu                                                                     | Lim Hyo-jun                                                                 | Hwang Dae-heon                                                                         |
| 1. PŚ                                  | Budapeszt   | 1.10.2017  | 1000 m           | Lim Hyo-jun                                                                            | Hwang Dae-heon                                                              | Han Tianyu                                                                             |
| 1. PŚ                                  | Budapeszt   | 1.10.2017  | 5000 m drużynowo | Kanada Charles Hamelin · Charle Cournoyer · Samuel Girard · Pascal Dion                | Chiny Wu Dajing · Xu Hongzhi · Han Tianyu · Ren Ziwei                       | Japonia Ryosuke Sakazume · Keita Watanabe · Hiroki Yokoyama · Kazuki Yoshinaga         |
| 2. PŚ                                  | Dordrecht   | 07.10.2017 | 1500 m           | Hwang Dae-heon                                                                         | Shaolin Sándor Liu                                                          | Charles Hamelin                                                                        |
| 2. PŚ                                  | Dordrecht   | 07.10.2017 | 500 m            | Samuel Girard                                                                          | Sjinkie Knegt                                                               | Hwang Dae-heon                                                                         |
| 2. PŚ                                  | Dordrecht   | 08.10.2017 | 1000 m           | Sjinkie Knegt                                                                          | Samuel Girard                                                               | Seo Yi-ra                                                                              |
| 2. PŚ                                  | Dordrecht   | 08.10.2017 | 5000 m drużynowo | Kanada Charle Cournoyer · Pascal Dion · Samuel Girard · Charles Hamelin                | Holandia Daan Breeuwsma · Sjinkie Knegt · Itzhak de Laat · Dylan Hoogerwerf | Chiny Ren Ziwei · Wu Dajing · Han Tianyu · Xu Hongzhi                                  |
| 3. PŚ                                  | Szanghaj    | 11.11.2017 | 1500 m           | Hwang Dae-heon                                                                         | Sjinkie Knegt                                                               | Kim Do Kyoum                                                                           |
| 3. PŚ                                  | Szanghaj    | 11.11.2017 | 500 m            | Wu Dajing                                                                              | Seo Yi-ra                                                                   | Kim Do Kyoum                                                                           |
| 3. PŚ                                  | Szanghaj    | 12.11.2017 | 1000 m           | Wu Dajing                                                                              | Shaolin Sándor Liu                                                          | Shaoang Liu                                                                            |
| 3. PŚ                                  | Szanghaj    | 12.11.2017 | 5000 m drużynowo | Stany Zjednoczone J.R. Celski · John-Henry Krueger · Keith Carroll · Thomas Insuk Hong | Korea Południowa Seo Yi-ra · Kim Do Kyoum · Hwang Dae-heon · Lim Hyo-jun    | Kanada Charle Cournoyer · Pascal Dion · Samuel Girard · Charles Hamelin                |
| 4. PŚ                                  | Seul        | 15.11.2017 | 1500 m           | Charles Hamelin                                                                        | Hwang Dae-Heon                                                              | J.R. Celski                                                                            |
| 4. PŚ                                  | Seul        | 15.11.2017 | 500 m            | Wu Dajing                                                                              | Shaolin Sándor Liu                                                          | Shaoang Liu                                                                            |
| 4. PŚ                                  | Seul        | 16.11.2017 | 1000 m           | Shaolin Sándor Liu                                                                     | Hwang Dae-heon                                                              | Samuel Girard                                                                          |
| 4. PŚ                                  | Seul        | 16.11.2017 | 5000 m drużynowo | Korea Południowa Lim Hyo-jun · Kim Do Kyoum · Seo Yi-ra · Kwak Yoon-gy                 | Holandia Sjinkie Knegt · Daan Breeuwsma · Mark Prinsen · Itzhak de Laat     | Stany Zjednoczone Thomas Insuk Hong · J.R. Celski · John-Henry Krueger · Keith Carroll |
| 22. Mistrzostwa Europy 2018 – Drezno   |             |            |                  |                                                                                        |                                                                             |                                                                                        |
| 43. Mistrzostwa Świata 2018 – Montreal |             |            |                  |                                                                                        |                                                                             |                                                                                        |

#### Klasyfikacje
| Lp.  | Zawodnik           | Punkty |
| ---- | ------------------ | ------ |
| 1.   | Wu Dajing          | 25120  |
| 2.   | Shaolin Sándor Liu | 22096  |
| 3.   | Samuel Girard      | 16717  |
| 4.   | Hwang Dae-heon     | 14897  |
| 5.   | Shaoang Liu        | 11700  |
| 6.   | Seo Yi-ra          | 11290  |
| 7.   | Lim Hyo-jun        | 11277  |
| 8.   | Kim Do Kyoum       | 10721  |
| 9.   | Sjinkie Knegt      | 9770   |
| 10.  | Dylan Hoogerwerf   | 7628   |
| ...  |                    |        |
| 19.  | Bartosz Konopko    | 2399   |
| 53.  | Rafał Anikiej      | 16     |
| 113. | Karol Nieścier     | 1      |
| 118. | Szymon Wilczyk     | 1      |

| Lp.  | Zawodnik           | Punkty |
| ---- | ------------------ | ------ |
| 1.   | Shaolin Sándor Liu | 19342  |
| 2.   | Hwang Dae-heon     | 18621  |
| 3.   | Wu Dajing          | 18397  |
| 4.   | Sjinkie Knegt      | 15438  |
| 5.   | Samuel Girard      | 14681  |
| 6.   | Lim Hyo-jun        | 10180  |
| 7.   | Shaoang Liu        | 9792   |
| 8.   | Han Tianyu         | 8429   |
| 9.   | Charles Hamelin    | 7871   |
| 10.  | Seo Yi-ra          | 7533   |
| ...  |                    |        |
| 79.  | Bartosz Konopko    | 3      |
| 109. | Rafał Anikiej      | 1      |
| 110. | Szymon Wilczyk     | 1      |
| 111. | Karol Nieścier     | 1      |

| Lp.  | Zawodnik           | Punkty |
| ---- | ------------------ | ------ |
| 1.   | Hwang Dae-heon     | 28000  |
| 2.   | Sjinkie Knegt      | 18496  |
| 3.   | Charles Hamelin    | 16580  |
| 4.   | Lim Hyo-jun        | 12621  |
| 5.   | Shaoang Liu        | 11674  |
| 6.   | Shaolin Sándor Liu | 11480  |
| 7.   | Seo Yi-ra          | 10592  |
| 8.   | Samuel Girard      | 10075  |
| 9.   | J.R. Celski        | 8849   |
| 10.  | Thibaut Fauconnet  | 7995   |
| ...  |                    |        |
| 102. | Adam Filipowicz    | 2      |
| 105. | Karol Nieścier     | 2      |
| 113. | Michał Kłosiński   | 1      |
| 116. | Rafał Anikiej      | 1      |

| Lp. | Państwo           | Punkty |
| --- | ----------------- | ------ |
| 1.  | Kanada            | 26400  |
| 2.  | Korea Południowa  | 23120  |
| 3.  | Stany Zjednoczone | 19677  |
| 4.  | Chiny             | 19520  |
| 5.  | Holandia          | 17678  |
| 6.  | Japonia           | 14797  |
| 7.  | Rosja             | 13312  |
| 8.  | Węgry             | 9470   |
| 9.  | Kazachstan        | 7791   |
| 10. | Belgia            | 6316   |
| ... |                   |        |
| 17. | Polska            | 792    |

|  |

### Kobiety
| Lp.                                    | Miejscowość | Data       | Konkurencja      | 1 miejsce                                                                          | 2 miejsce                                                                                 | 3 miejsce                                                                                 |
| -------------------------------------- | ----------- | ---------- | ---------------- | ---------------------------------------------------------------------------------- | ----------------------------------------------------------------------------------------- | ----------------------------------------------------------------------------------------- |
| 1. PŚ                                  | Budapeszt   | 30.09.2017 | 1500 m           | Choi Min-jeong                                                                     | Kim Boutin                                                                                | Deanna Lockett                                                                            |
| 1. PŚ                                  | Budapeszt   | 30.09.2017 | 500 m            | Choi Min-jeong                                                                     | Arianna Fontana                                                                           | Shim Suk-hee                                                                              |
| 1. PŚ                                  | Budapeszt   | 1.10.2017  | 1000 m           | Choi Min-jeong                                                                     | Kim Boutin                                                                                | Elise Christie                                                                            |
| 1. PŚ                                  | Budapeszt   | 1.10.2017  | 3000 m drużynowo | Korea Południowa Shim Suk-hee · Kim A-lang · Choi Min-jeong · Kim Ye-jin           | Kanada Valérie Maltais · Marianne St-Gelais · Kasandra Bradette · Jamie MacDonald         | Rosja Tatiana Borodulina · Sofia Proswirnowa · Julia Sziszkina · Jekaterina Jefremienkowa |
| 2. PŚ                                  | Dordrecht   | 07.10.2017 | 1500 m           | Choi Min-jeong                                                                     | Valérie Maltais                                                                           | Shim Suk-hee                                                                              |
| 2. PŚ                                  | Dordrecht   | 07.10.2017 | 500 m            | Marianne St-Gelais                                                                 | Kim Boutin                                                                                | Martina Valcepina                                                                         |
| 2. PŚ                                  | Dordrecht   | 08.10.2017 | 1000 m           | Shim Suk-hee                                                                       | Suzanne Schulting                                                                         | Lee Yu-bin                                                                                |
| 2. PŚ                                  | Dordrecht   | 08.10.2017 | 3000 m drużynowo | Chiny Han Yutong · Fan Kexin · Zhou Yang · Zang Yize                               | Korea Południowa Kim Ye-jin · Shim Suk-hee · Choi Min-jeong · Kim A-lang                  | Kanada Valérie Maltais · Marianne St-Gelais · Jamie MacDonald · Kasandra Bradette         |
| 3. PŚ                                  | Szanghaj    | 11.11.2017 | 1500 m           | Shim Suk-hee                                                                       | Choi Min-jeong                                                                            | Marianne St-Gelais                                                                        |
| 3. PŚ                                  | Szanghaj    | 11.11.2017 | 500 m            | Kim Boutin                                                                         | Arianna Fontana                                                                           | Sofia Prosvirnova                                                                         |
| 3. PŚ                                  | Szanghaj    | 12.11.2017 | 1000 m           | Kim Boutin                                                                         | Marianne St-Gelais                                                                        | Arianna Fontana                                                                           |
| 3. PŚ                                  | Szanghaj    | 12.11.2017 | 3000 m drużynowo | Korea Południowa Kim Ye-jin · Shim Suk-hee · Choi Min-jeong · Kim A-lang           | Chiny Han Yutong · Fan Kexin · Zhou Yang · Zang Yize                                      | Włochy Martina Valcepina · Arianna Fontana · Cecilia Maffei · Lucia Peretti               |
| 4. PŚ                                  | Seul        | 15.11.2017 | 1500 m           | Choi Min-jeong                                                                     | Shim Suk-hee                                                                              | Kim Boutin                                                                                |
| 4. PŚ                                  | Seul        | 15.11.2017 | 500 m            | Elise Christie                                                                     | Choi Min-jeong                                                                            | Martina Valcepina                                                                         |
| 4. PŚ                                  | Seul        | 16.11.2017 | 1000 m           | Choi Min-jeong                                                                     | Kim Boutin                                                                                | Yara van Kerkhof                                                                          |
| 4. PŚ                                  | Seul        | 16.11.2017 | 3000 m drużynowo | Holandia Lara van Ruijven · Rianne de Vries · Yara van Kerkhof · Suzanne Schulting | Rosja Julia Sziszkina · Tatiana Borodulina · Sofia Proswirnowa · Jekaterina Jefremienkowa | Korea Południowa Choi Min-jeong · Kim A-lang · Shim Suk-hee · Kim Ye-jin                  |
| 22. Mistrzostwa Europy 2018 – Drezno   |             |            |                  |                                                                                    |                                                                                           |                                                                                           |
| 43. Mistrzostwa Świata 2018 – Montreal |             |            |                  |                                                                                    |                                                                                           |                                                                                           |

#### Klasyfikacje
| Lp. | Zawodniczka          | Punkty |
| --- | -------------------- | ------ |
| 1.  | Marianne St-Gelais   | 20240  |
| 2.  | Choi Min-jeong       | 20097  |
| 3.  | Arianna Fontana      | 18621  |
| 4.  | Kim Boutin           | 18000  |
| 5.  | Martina Valcepina    | 17920  |
| 6.  | Elise Christie       | 14194  |
| 7.  | Fan Kexin            | 11469  |
| 8.  | Maame Biney          | 8059   |
| 9.  | Yara van Kerkhof     | 7872   |
| 10. | Sofia Proswirnowa    | 7302   |
| ... |                      |        |
| 18. | Natalia Maliszewska  | 2805   |
| 24. | Magdalena Warakomska | 989    |
| 65. | Kamila Stormowska    | 3      |
| 72. | Patrycja Maliszewska | 3      |

| Lp. | Zawodniczka          | Punkty |
| --- | -------------------- | ------ |
| 1.  | Kim Boutin           | 26000  |
| 2.  | Choi Min-jeong       | 20000  |
| 3.  | Shim Suk-hee         | 16462  |
| 4.  | Suzanne Schulting    | 14193  |
| 5.  | Yara van Kerkhof     | 14141  |
| 6.  | Lee Yu-bin           | 11520  |
| 7.  | Elise Christie       | 10506  |
| 8.  | Marianne St-Gelais   | 10097  |
| 9.  | Valérie Maltais      | 9870   |
| 10. | Arianna Fontana      | 7231   |
| ... |                      |        |
| 25. | Magdalena Warakomska | 1303   |
| 43. | Natalia Maliszewska  | 68     |
| 54. | Patrycja Maliszewska | 15     |
| 62. | Patrycja Markiewicz  | 9      |
| 62. | Kamila Stormowska    | 7      |

| Lp. | Zawodniczka          | Punkty |
| --- | -------------------- | ------ |
| 1.  | Choi Min-jeong       | 30000  |
| 2.  | Shim Suk-hee         | 24400  |
| 3.  | Kim Boutin           | 18496  |
| 4.  | Valérie Maltais      | 17216  |
| 5.  | Marianne St-Gelais   | 11520  |
| 6.  | Kim A-lang           | 8519   |
| 7.  | Deanna Lockett       | 8429   |
| 8.  | Han Yutong           | 7923   |
| 9.  | Suzanne Schulting    | 7856   |
| 10. | Arianna Fontana      | 7576   |
| ... |                      |        |
| 33. | Magdalena Warakomska | 245    |
| 56. | Patrycja Markiewicz  | 16     |
| 60. | Kamila Stormowska    | 9      |
| 64. | Oliwia Gawlica       | 7      |

| Lp. | Państwo          | Punkty |
| --- | ---------------- | ------ |
| 1.  | Korea Południowa | 28000  |
| 2.  | Chiny            | 23120  |
| 3.  | Kanada           | 19520  |
| 4.  | Rosja            | 18496  |
| 5.  | Holandia         | 17741  |
| 6.  | Włochy           | 11774  |
| 7.  | Japonia          | 11018  |
| 8.  | Węgry            | 10650  |
| 9.  | Francja          | 7116   |
| 10. | Niemcy           | 4781   |
| ... |                  |        |
| 12. | Polska           | 3439   |

|  |